# Gilbert Bellone
Pour les articles homonymes, voir Bellone.
Gilbert Bellone, né le 27 décembre 1942 à Grasse, est un coureur cycliste français, professionnel de 1962 à 1973.

## Biographie
Né dans une famille dont les ancêtres étaient italiens, il a remporté deux étapes dans deux grands tours : le Tour d'Espagne en 1967, ainsi qu'au Tour de France en 1968 à Bayonne. En outre, il termine premier français en 1969 dans Milan-San Remo, le Tour de Sardaigne et le Critérium international, appelé alors national. 

## Palmarès
- 1960
  - Boucles de Sospel
  - 2e du championnat de France FSGT
- 1962
  - Course de côte du mont Coudon
  - 3e du Grand Prix d'Antibes
  - 3e de la course de côte du mont Faron
  - 9e du Tour de Romandie
- 1964
  - 3e du Grand Prix de Monaco
- 1965
  - 2e de Nice-Mont Agel
- 1966
  - 1re étape du Critérium national
  - 3e du Grand Prix de Cannes
- 1967
  - 8e étape du Tour d'Espagne
- 1968
  - Grand Prix de Menton
  - 10e étape du Tour de France
  - 9e de Paris-Nice
- 1969
  - Grand Prix de Cannes
  - 2e étape du Tour de Sardaigne
  - Critérium International
  - 2e du Grand Prix de Montauroux
  - 6e du Grand Prix du Midi Libre
  - 7e de Paris-Nice
  - 7e du Tour d'Espagne
- 1970
  - 2e du Grand Prix de Cannes
  - 9e de Paris-Nice
- 1971
  - 2e du Critérium International
  - 3e du Grand Prix de Fourmies
  - 4e de Liège-Bastogne-Liège
  - 5e du Tour de Romandie
- 1972
  - Grand Prix de Francfort
  - 4ea étape du Tour de Luxembourg
  - 3e de la course de côte du mont Chauve
  - 4e de la Flèche wallonne
  - 6e des Quatre Jours de Dunkerque
  - 8e de Liège-Bastogne-Liège
- 1973
  - 2e du Grand Prix de Plouay

## Résultats sur les grands tours

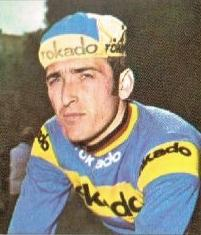
Gilbert Bellone sur le Tour de France 1972.

### Tour de France
8 participations
- 1965 : hors délais (15e étape)
- 1966 : 78e
- 1968 : 40e, vainqueur de la 10e étape
- 1969 : 45e
- 1970 : abandon (23e étape)
- 1971 : abandon (10e étape)
- 1972 : 34e
- 1973 : hors-course (8e étape)

### Tour d'Espagne
3 participations
- 1965 : abandon (17e étape)
- 1967 : 42e, vainqueur de la 8e étape
- 1969 : 7e